# Tsjecho-Slowakije op de Olympische Zomerspelen 1932
Tsjecho-Slowakije nam deel aan de Olympische Zomerspelen 1932 in Los Angeles, Verenigde Staten. Vanwege de Grote Depressie en de hoge kosten voor de reis naar Los Angeles, weigerde de Tsjechoslowaakse overheid om een afvaardiging financieel te ondersteunen. Mede met behulp van een collecte lukte het toch om de zeven beste atleten af te vaardigen. 
De kleine delegatie was zeer succesvol; vier van hen keerden huiswaarts met een medaille.

## 1Goud
- Gewichtheffen - zwaargewicht, Jaroslav Skobla

## 2Zilver
- Gewichtheffen - zwaargewicht, Václav Pšenička
- Worstelen - Grieks-Romeins zwaargewicht, Josef Urban

## 3Brons
- Atletiek - Mannen kogelstoten, František Douda

Argentinië · Australië · België · Brazilië · Brits-Indië · Canada · Colombia · Denemarken · Duitsland · Estland · Filipijnen · Finland · Frankrijk · Griekenland · Groot-Brittannië · Haïti · Hongarije · Ierland · Italië · Japan · Joegoslavië · Letland · Mexico · Nederland · Nieuw-Zeeland · Noorwegen · Oostenrijk · Polen · Portugal · Republiek China · Spanje · Tsjecho-Slowakije · Uruguay · Verenigde Staten · Zuid-Afrika · Zweden · Zwitserland